# جيريمي وليامز
جيريمي وليامز (بالإنجليزية: Jeremy Williams) (19 أغسطس 1972 بفورت دودج في الولايات المتحدة - ) هو فنان قتال مختلط وملاكم أمريكي، صنّف ضمن فئة وزن ثقيل ووزن الكروزر (ملاكمة).

## روابط خارجية
- جيريمي وليامز على موقع بوكس ريك (الإنجليزية) (registration required)
- جيريمي وليامز على موقع شيردوغ (الإنجليزية)